# Kalanchoe marmorata
Kalanchoe marmorata é uma planta suculenta nativa da África do gênero Kalanchoe, com folhas azuladas.